# 扎莫斯泰亞鄉
47°52′N 26°12′E / 47.867°N 26.200°E
扎莫斯泰亞鄉（羅馬尼亞語：Comuna Zamostea, Suceava），是羅馬尼亞的鄉份，位於該國東北部，由蘇恰瓦縣負責管轄，面積47平方公里，海拔高度294米，2002年人口3,156，人口密度每平方公里67人。